# Prijeboj (Plitvička Jezera)
Prijeboj (Priboj) je selo u općini Plitvička Jezera, u Ličko-senjskoj županiji.

## Zemljopis
Nalazi se na 44° 50' 27" sjeverne zemljopisne širine i 15° 40' 33"  istočne zemljopisne dužine, zapadno od Željave, južno od Ličkog Petrovog Sela i Zaklopače i istočno od Jezerca, uz granicu s BiH.

## Stanovništvo
Stanovništvo je do Drugog svjetskog rata bilo imao značajnu hrvatsku zajednicu, a tijekom Drugog svjetskog rata četnici su napravili etničko čišćenje, istrijebivši skoro sve Hrvate u Prijeboju i uništivši župu u Prijeboju.  Neki od preživjelih Hrvata su se vratili u Prijeboj poslije rata, no ti su ubijeni. Preostale Hrvate su velikosrbi protjerali 1991., a jednoga su hrvatskog civila (Slavka Čorka) ubili.
- 2001. – 3
- 1991. – 28 (Hrvati – 13, Jugoslaveni – 10, Srbi – 2, ostali – 3)
- 1981. – 26 (Hrvati – 15, Jugoslaveni – 9, Srbi – 2)
- 1971. – 37 (Hrvati – 23, Srbi – 6, Jugoslaveni – 4, ostali – 4)

## Kultura
Mjesna crkva sv. Petra i Pavla je zaštićeni spomenik kulture. Na popisu je oštećenih objekata u drugom svjetskom ratu i srušenih spomenika kulture u Domovinskom ratu. Usprkos tome, vlasti još do danas nisu izdvojile novac za njenu obnovu.

## Povijest
U selu je 1848. sagrađena crkva sv. Petra i Pavla. U Priboju je 1916. živjelo 727 katolika, 1931. g. 411 katolika, a 1948. godine samo 109 katolika. .
U drugom svjetskom ratu zapaljena crkva sv. Petra i Pavla potpuno srušena, groblje opustošeno i za ta kaznena djela nitko nikad nije procesuiran. Hrvatima je jugokomunistički režim onemogućavao povratak u svoje selo poslije drugog svjetskog rata. Svi Hrvati koji su se htjeli vratiti u svoje selo bili su ubijani. Primjerice, 1957. godine u svojoj kući na postelji ustrijeljeni su otac Mile i sin Milan (Braco) Konjević. Hrvati su bili prisiljeni bježati, pa je 1991. ostalo samo 13 Hrvata (4 obitelji). Dosta Pribojčana i njihovih potomaka živjelo je u Borovu i Vukovaru, od kojih je dio završio na stratištima u velikosrpskoj agresiji.
Usprkos svim progonima, do te 1991. puk se na Petrovo okupljao na misu, a vodio ju je župnik iz Drežnika. Početkom velikosrpske pobune i agresije na Hrvatsku, 1991. godine, pobunjeni Srbi minirali su zvonik crkve, kuće su srušili i zapalili, a mještane protjerali u Bihać. Rujna 1991. mještanin Slavko Čorak odveden je od kuće i ustrijeljen. Identificiran je nakon oslobođenja mjesta 1995. godine, i pokopan je na groblju uz crkvu.
Ubijeni iz župe Korenice u Domovinskom ratu:
- Čorak Slavko star oko 45 godina, Prijeboj, Korenica, odveden iz kuće i ubijen u rujnu 1991.

Nekolicini stanovnika, koja je pobjegla pred ratnim razaranjima 1991., vlasti nisu obnovile kuće niti su tim Pribojčanima bile omogućene osnovne životne potrepštine, na koje su imali pravo kao i ostali povratnici u svim okolnim selima.
Listopada 2006. godine na pribojskom su području istražene dvije masovne grobnice: Sorić Krčevina i jama Volaški Vrh. U njima su pronađena tijela žrtava iz drugog svjetskog rata, žrtve jugoslavenskog totalitarnog režima 1945. – 1991. te iz Domovinskog rata.  između dvaju ratnih sukoba.
Pribojčani su se suočili s problemom povratka i nakon oslobođenja Priboja u Domovinskom ratu. Zatražili su povrat imovine su i oni koji su pobjegli pred valom nasilja u tijeku drugog svjetskog rata ili u godinama jugokomunističkog totalitarnog režima. Zahtjevi su im redovito odbijani zbog nedostataka „akta o podržavljenju", jer se akt za područje Prijeboja za vrijeme Jugoslavije nikada nije ni izdavao, nego se ondašnja antihrvatska država Jugoslavija bez ikakvog pravnog temelja upisivala kao posjednik ili vlasnik zemljišta, a većina Pribojčana nije bila u mogućnosti uložiti utok (tužbu) odnosno za vrijeme Jugslavije i sama ideja povratka mogla je značiti smrtnu opasnost, tako da je stanje ostalo sve do danas. Tako većina njihovih zemljišnih čestica u katastarski se vodi kao posjed Nacionalnog parka Plitvička jezera, Hrvatskih šuma ili državnog Planinskog dobra (koje uopće više ne postoji). Dio Pribojčana pokušao je otkupom vlastite imovine (barem čestica gdje su kućišta) riješiti problem pravnih zavrzlama, no ni tu nisu uspjeli, jer zemljišne knjige za k.o. Prijeboj u velikom dijelu još nisu uspostavljene (stanje srpnja 2012.).
Stoga, da bi udruženi lakše rješavali probleme, pribojčanski povratnici su se nakon brojnih neuspjelih individualnih pokušaja udružili u udrugu Povratnička udruga Priboj 1942 (PUP 1942), preko kojih su kontaktirali su institucijama sustava, ali bitnog pomaka u ostvarivanju prava vlasništva i omogućavanja povratka još nije bilo.